# Paramachairodus
Paramachairodus (o alternativamente, Paramachaerodus) es un género extinto de mamífero carnívoro félido perteneciente a la subfamilia Machairodontinae, el cual vivió en Europa y Asia durante la época del Mioceno, entre hace 15 a 9 millones de años.
Paramachairodus es uno de los más antiguos félidos de diente de sable conocidos. Un gran número de fósiles suyos fueron descubiertos en Cerro de los Batallones, un sitio del Mioceno tardío cercano a Madrid, España. De allí se reconoce a una especie del tamaño de un leopardo, Paramachairodus orientalis de la época del Turoliense. Una segunda especie, Paramachairodus maximiliani, es considerada como sinónimo de Paramachairodus orientalis por varios autores. La especie P. ogygia, de acuerdo con Salesa et al., tiene diferencias morfológicas que pueden garantizar el establecimiento de un nuevo género para esta, Promegantereon, con base en descripciones exhaustivas de su anatomía.
Este animal medía cerca de 58 centímetros de altura hasta los hombros, similar a un leopardo, pero con un cuerpo más flexible. La forma de sus extremidades sugiere que puede haber sido un ágil escalador, y pudo haber cazado a presas relativamente grandes.